# طايفه شاعران (مقاطعة غيلانغرب)
طايفه‌شاعران (بالفارسية: طایفه‌شاعران) هي قرية تقع في كرمانشاه في إيران. يقدر عدد سكانها بـ 138 نسمة بحسب إحصاء 2016.